# Замок Крибштайн
Замок Крибштайн (нем. Burg Kriebstein) — средневековый замок в немецкой общине Крибштайн в федеральной земле Саксония. Расположен примерно в 30 км севернее Хемница.
Благодаря своему живописному расположению на скале над рекой Чопау и хорошей сохранности неофициально считается самым красивым рыцарским замком Саксонии.

## Исторический очерк
Ныне существующий замок был выстроен, по большей части, Дитрихом фон Беервальде (нем. Dietrich von Beerwalde) в последней трети XIV века взамен старого родового замка в деревне Беервальде (в составе общины Эрлау), видимо, к тому времени оставленного, и от которого в настоящее время сохранились лишь немногочисленные руины. К владениям рода фон Беервальде относились, кроме прочего, города Вальдхайм и Харта.
После смерти Дитриха фон Беервальде в 1408 году владение Крибштайн вместе с замком отошло его вдове Елизавете и затем — его дочери Кларе.
В 1465 году Крибштайн приобрёл Хугольд III фон Шлайниц (нем. Hugold III. von Schleinitz), обермаршал курфюрста Эрнста и герцога Альбрехта, с именем которого связаны обширные строительные преобразования замка. В 1471 году под руководством Арнольда Вестфальского (нем. Arnold von Westfalen), знаменитого строителя Альбрехтсбурга, в Крибштайне в стиле высокой готики были перестроены хозяйственный корпус с танцевальным залом и задняя часть замка, а также возведён кухонный корпус. В ходе этих работ замок приобрёл, в общем, свои современные размеры и облик.
После смерти Хугольда III в 1490 году Крибштайн часто менял своих владельцев, принадлежа в XVII и XVIII веках, например, дворянским родам фон Шёнберг (нем. Herren von Schönberg) и фон Милкау (нем. Herren von Milkau ). Наконец, в 1825 году замок купил Ганс-Карл фон Арним (нем. Hanscarl von Arnim), во владении наследников которого он и оставался вплоть до 1945 года.
В 1866—1868 годах Крибштайн был частично перестроен в стиле неоготики. При этом — для удобства проживания — была не только затронута оригинальная средневековая планировка внутренних помещений, но также частично разобрана северная оборонительная стена (с потерей фахверковой надстроенной галереи); окружная стена была укреплена контрфорсами. Однако больше всего пострадал фахверковый кухонный корпус, будучи полностью перестроенным согласно вкусу времени.
Замок был открыт для общественного посещения в 1930 годах, и уже тогда сыскал славу «самого красивого рыцарского замка Саксонии».
В сентябре 1945 года Крибштайн был экспроприирован, став «народной собственностью»: в нём были сначала размещены квартиры для нуждающихся и вынужденных переселенцев, а затем — управление лесного хозяйства. При этом музей смог заново открыться уже 6 августа 1949 года.
В 1986 году в жилой башне замка в камине было обнаружено так называемое Крибштайнское сокровище (нем. Schatz von Kriebstein) — старинный гобелен, предметы из золота, серебра и фарфора, спрятанные там в 1944 году графом Генрихом фон Лендорфом, участвовавшим в заговоре против Гитлера и после неудачного покушения на фюрера осуждённого и повешенного нацистами. В 2011 году согласно специальному соглашению значительная часть найденного и ряд предметов фамильной мебели (в общей сложности 423 объекта) была возвращена семье Лендорфов.
В настоящее время замок Крибштайн находится под управлением Государственных дворцов, замков и парков Саксонии, и открыт для посещения.

## Замок Крибштайн в кино
Замок неоднократно становился кулисой для съёмок художественных и телевизионных фильмов, таких как
- Отель «Гранд Будапешт» 2014 года,
- Графиня 2009 года,
- Белоснежка 2009 года,

и других.